# Hankou

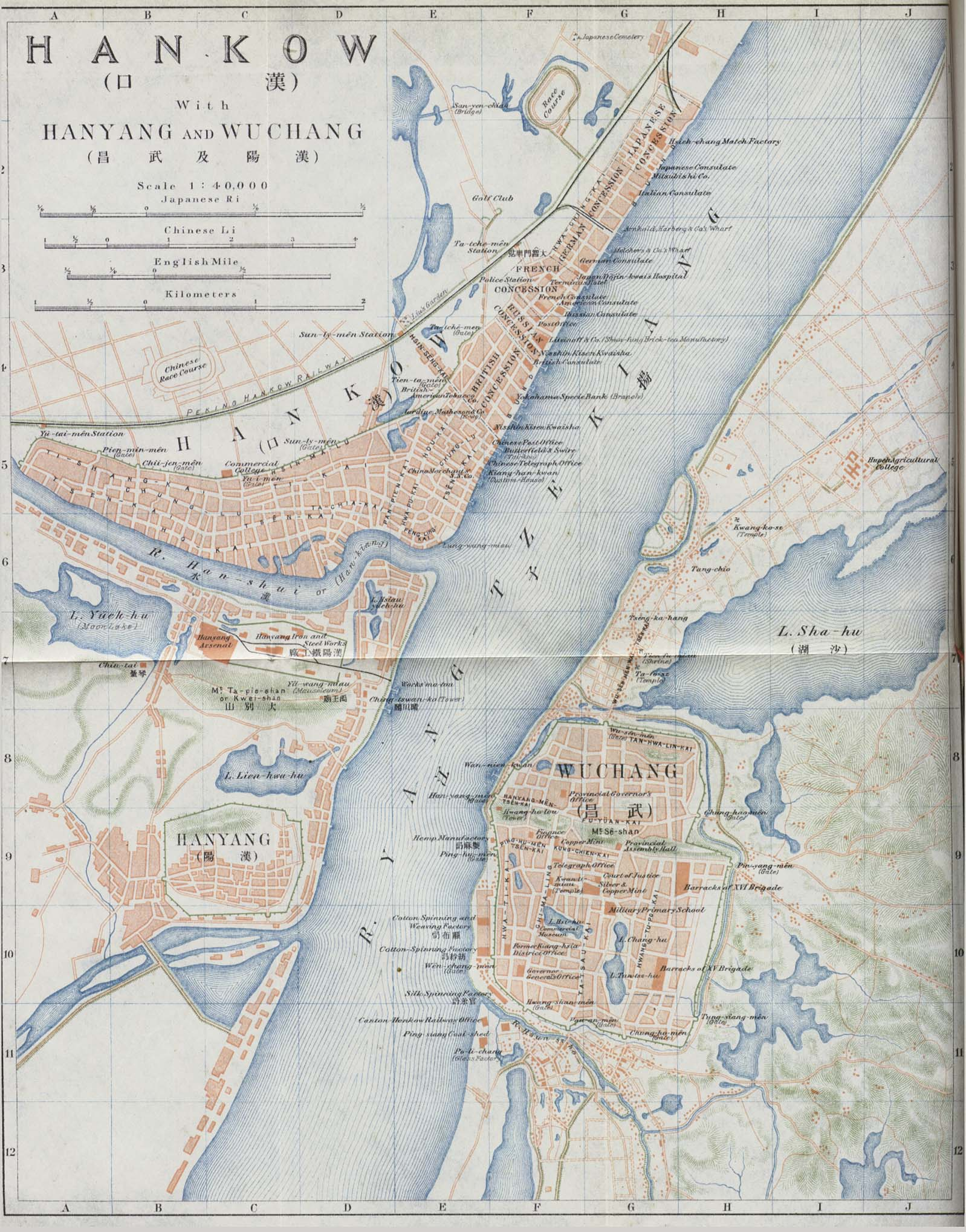
Hankou, Wuchang i Hanyang na angielskiej mapie z 1915 roku

Hankou (chin. upr.: 汉口; chin. trad.: 漢口; pinyin: Hànkǒu) – część miasta Wuhan, stolicy chińskiej prowincji Hubei; do 1949 roku oddzielne miasto. Hankou leży na lewym brzegu rzeki Han Shui przy jej ujściu do Jangcy; ważny port rzeczny.
Miejscowość powstała w okresie dynastii Song (960–1279) i funkcjonowała początkowo pod nazwą Jiangxia (江夏).
Hankou otworzyło się w 1861 roku dla handlu zagranicznego. W grudniu 1926 roku do miasta wkroczyła armia Kuomintangu, a w 1927 roku lewicowy odłam Kuomintangu ogłosił przeniesienie rządu narodowego do Hankou. W latach 1938–45 miasto znajdowało się pod okupacją japońską. Po proklamowaniu Chińskiej Republiki Ludowej w 1949 roku połączono Hankou z dwoma sąsiadującymi przez rzekę mniejszymi miastami – Wuchang i Hanyang – tworząc nowe miasto Wuhan. Hankou było największym i najlepiej rozwiniętym ośrodkiem spośród tej trójki.